# Takatsukasa Fuyunori
Takatsukasa Fuyunori (鷹司 冬教?   1295 - 1337) fue un kugyō (cortesano japonés de alta categoría) que vivió a finales de la era Kamakura y comienzos de la era Nanbokucho. Fue miembro de la familia Takatsukasa (derivada del clan Fujiwara), siendo hijo de Takatsukasa  Mototada, pero luego adoptado por Takatsukasa Fuyuhira como su hijo.
Ingresó a la corte imperial en 1309 en el rango shōgoi inferior, aunque en el mismo año ascendió hasta el rango jusanmi. En 1310 fue nombrado gonchūnagon y ascendido a shōsanmi. En 1311 fue ascendido a gondainagon y elevado al rango junii. Finalmente en 1312 sería ascendido al rango shōnii.
Asumió el cargo de naidaijin en 1322, fue tutor imperial en 1323, y promovido a sadaijin entre 1325 y 1330. Entre 1325 y 1326 fue tutor del príncipe imperial Kazuhito (futuro Emperador Kōgon). En 1329 fue ascendido al rango juichii.
Entre 1330 y 1333 fungió como kanpaku (regente) del Emperador Go-Daigo y tras el exilio de éste en 1331, del Emperador Kōgon, primer emperador de la Corte del Norte. Tras el regreso del Emperador Go-Daigo y la instauración de la Restauración Kenmu en 1334, Fuyunori es nombrado udaijin, líder del clan Fujiwara y jefe administrador del Ministerio de Ceremonias (jibu-kyō). En 1335 sería nombrado sadaijin hasta 1336.
Fuyunori fue el autor del Kōgon-in go sokui-ki (Diario del ascenso al trono del Emperador Kōgon). Adoptó a Takatsukasa Morohira como su hijo.